# Список потерь Ми-8 и его модификаций (1988 год)
Список потерянных Ми-8 всех модификаций (включая Ми-9, -14, -17, -18, -19, -171 и -172) составлен по данным из открытых источников и учитывает только авиационные происшествия или воздействие внешних сил, приведшие к утрате вертолёта или его списанию вследствие полученных повреждений.
Список не полный и не окончательный.

## Список аварий и катастроф
Зелёным цветом выделены потери при применении в вооружённых конфликтах, в том числе в контртеррористических операциях.
| № п/п | Дата     | Модификация / Бортовой номер | Место                               | Жертвы / На борту | Краткое описание |
| ----- | -------- | ---------------------------- | ----------------------------------- | ----------------- | --- |
| 1     | 21 янв.  | Ми-8МТ н.д.                  | близ Гардеза                        | 7/7               | Вертолёт 50-го осап. При перелёте хребта был обстрелян и, потеряв управление, упал на землю. Погибли командир майор А. Г. Пискайкин, лётчик-штурман ст. лейтенант С. Путенко и борттехник ст. лейтенант А. Кучеренко. |
| 2     | 6 февр.  | Ми-8МТ 30                    | 65 км от Лашкаргаха                 | 5/6               | Экипаж вертолёта 280-го овп совершал 3-й за сутки вылет. По заданию ночью он должен был эвакуировать раненых спецназовцев 370-го ОоСпН. Взяв на борт трёх раненых и тела двух погибших экипаж приступил к взлёту. Стараясь быстрее выйти из зоны огня противника экипаж превысил допустимый угол тангажа, после чего машина потеряла скорость и упала на землю. Командир майор Виктор Вахрушев и лётчик-штурман ст. лейтенант С. Макаров погибли сразу, а борттехник ст. прапорщик Ю. Светличный был тяжело ранен и умер от полученных ран в госпитале 10-го февраля. Из находившихся на борту в живых после катастрофы остался только один раненый разведчик сержант Л. Булыга. |
| 3     | 8 февр.  | Ми-8Т RA-24402               | Камчатка                            | 1/18              | На взлёте, в условиях плохой видимости, вертолёт ударился хвостом о землю и перевернулся. |
| 4     | 14 мая   | Ми-17 н.д.                   | н.д.                                | 0/н.д.            | Вертолёт 377-го овп ВВС Республики Афганистан. Экипаж осуществлял доставку продовольствия и боеприпасов афганскому гарнизону. При заходе на посадку был сбит огнём из стрелкового оружия. Экипаж потерял управление, после чего машина обломала хвостовую балку и опрокинулась на правый борт. Экипаж и пассажиры эвакуировались. |
| 5     | 25 мая   | Ми-8МТ 86                    | Саратовская область, близ Сабуровки | 7/7               | Вертолёт 335-го обвп. Экипаж, в составе выводимой авиаэскадрильи, осуществлял перелёт из Афганистана в СССР. На этапе Пугачёв → Саратов сработала сигнализация малого давления масла в главном редукторе. Экипаж на сигнализацию внимания не обратил (она часто срабатывала ложно) и вскоре редуктор заклинило. Вертолёт потерял управление и упал в реку Волгу. Погибли командир капитан С. А. Коруевский, лётчик-штурман Титов Евгений, борттехник Стекачев Владимир, авиатехники и авиамеханики ст. лейтенант А. Манцевич, А. Крылов, Н. Листратов, ст. прапорщик А. Медведев.                                                                                                |
| 6     | (?) июня | Ми-17 н.д.                   | провинция Пактика                   | н.д./н.д.         | Вертолёт 375-го отбвп ВВС Республики Афганистан. Подробности отсутствуют. |
| 7     | (?) июня | Ми-17 н.д.                   | провинция Пактика                   | н.д./н.д.         | Вертолёт 375-го отбвп ВВС Республики Афганистан. Подробности отсутствуют. |
| 8     | 18 июня  | Ми-8Т н.д.                   | провинция Замбезия                  | 21/25             | Вертолёт ВВС Мозамбика из-за отказа двигателя произвёл вынужденную посадку, при выполнении которой машина разрушилась и загорелась. Погибли все пассажиры — военнослужащие армии Мозамбика. |
| 9     | 3 авг.   | Ми-8МТ 56                    | Шинданд                             | 0/н.д.            | Вертолёт 302-й овэ. При заходе на посадку задел стоящий грузовой автомобиль. При падении были повреждены кабина экипажа и стойки шасси. Машину начали восстанавливать, но не окончили. Оборудование демонтировали и вывезли. |
| 10    | 10 авг.  | Ми-8МТ н.д.                  | Пули-Хумри                          | 0/н.д.            | Вертолёт 254-й овэ. Сгорел на земле после обстрела противником вертолётной площадки. |
| 11    | 1 сент.  | Ми-8МТ н.д.                  | Кабул                               | 0/н.д.            | Два вертолёта 50-го осап были уничтожены на аэродроме базирования в результате обстрела реактивными снарядами. |
| 12    | 1 сент.  | Ми-8МТ н.д.                  | Кабул                               | 0/н.д.            | Два вертолёта 50-го осап были уничтожены на аэродроме базирования в результате обстрела реактивными снарядами. |
| 13    | 4 сент.  | Ми-8МТ н.д.                  | близ Пули-Хумри                     | 3/н.д.            | Вертолёт 254-й овэ. В ходе осуществления эвакуации раненых, при взлёте, вертолёт попал под обстрел противника. Экипажу удалось выйти из зоны поражения, но из-за повреждений пришлось тут же идти на вынужденную посадку. При приземлении плохо управляемая машина опрокинулась на борт и загорелась. Погибли командир майор Д. Д. Гайдуков, лётчик-штурман лейтенант В. А. Ульянов и борттехник капитан В. И. Брусенцов. |
| 14    | 1 окт.   | Ми-8МТ н.д.                  | 25 км южнее Кабула                  | 3/3               | Вертолёт 50-го осап. При возвращении на базу после выполнения боевого задания был поражён в левый двигатель ракетой ПЗРК Stinger, после чего упал на землю и взорвался. Экипаж погиб. |
| 15    | 14 нояб. | Ми-17 н.д.                   | провинция Уамбо                     | 0/н.д.            | Вертолёт ВВС Анголы во время транспортного рейса из Лобиту в Уамбо из-за технической неисправности совершил вынужденную посадку, в ходе которой машина разрушилась. |
| 16    | 23 дек.  | Ми-8Т н.д.                   | 7 км севернее Мапуту                | 13/13             | Вертолёт ВВС Мозамбика потерпел катастрофу в полёте при неблагоприятных метеоусловиях. Погибли 3 члена экипажа и 10 гражданских лиц. |